# 大江親通
大江 親通（おおえ の ちかみち, ? - 仁平元年10月15日（1151年11月24日））は平安時代後期の学生、在俗の仏教徒。『七大寺日記』、『七大寺巡礼私記』の作者とされ、これらは12世紀の奈良に関する貴重な資料である。

## 『本朝新修往生伝』による伝記
大江親通は左京人で、人となりは質朴で、文飾が少ないものの、草書をよくし、家業はなかった。俗世にありながらも、心は仏界に帰依して、菩提に志のあるものなら誰とでも、金蘭の交わりを結び、衣服飲食は求めに従って給仕していた。
親通は「釈迦の死以来、時は千年も積み重なり、ここは万も道のりが隔たっている。釈尊の舎利に礼拝したならば、即ち如来の全身を見たことになる」と考え、経論中に見つけた仏舎利の功徳の文句を抄録して30巻に纏め、『駄都抄』と名付けた。
ある時、親通が文箱を開くと6つの小豆大の丸い玉があった。それを仏舎利に似ているという人がいたので、仏前に安置し、しばしば香花を供養していたら、玉は増えており、小さいながらも光り輝いていた。果たしてそれは仏舎利だったのである。その玉は一握りとっても尽きず、その数は元のままであった。親通はその玉を糸で連ねて貫珠のようにした。
保安（1120年 - 1124年）のころ、尹尼上という尼の部屋の仏壇の上にも仏舎利が出現した。翌日彼女の夢に人が現れ、「すみやかに親通に命じる。仏舎利の本縁を世間に流布し、利益せよ。」と言った。尹尼上は親通を探し出して会って話すと、親通は二つ返事でその禅命を受け入れた。親通の知識には多くの人が集まり、金色二尺五寸釈迦仏像を造り、中に仏舎利を安置した。親通は「この恵業をもって法界に回向する。諸衆生とともに、成仏の道を同じくする。」と発願し、人々はこれに涙を流して、「図らずも今日如来の教化が戻った。」と言い、以来人々は南無阿弥陀仏を毎日六万返を唱えることを務めとした。
親通は晩年に出家し、具足戒を受けた。仁平元年10月15日（1151年11月24日）、卒去。臨終にも正念し、極楽の迎えを受け、紫雲が聳えた。

## 七大寺日記
『七大寺日記』（しちだいじにっき）は東大寺、興福寺、元興寺、大安寺、西大寺、唐招提寺、薬師寺、法隆寺にういて、故事や見聞などをまとめた本であり、12世紀の奈良に関する貴重な資料であるとされる。日記とあるが、日次記ではない。
本書からは作者と成立時期は分からないものの、1932年、足立康は本書と『七大寺巡礼私記』の類似性から、『私記』序文にある嘉承元年（1106年）秋に南都に巡礼した際に書いた「先年記勒之事」であると指摘し、これが定説となった。
現存する唯一の写本は建長7年（1255年）9月下旬に隠士逸昌が書写したもので、教王護国寺観智院に伝来し、現在は奈良国立博物館が所蔵している。1936年9月18日重要文化財。

## 七大寺巡礼私記
『七大寺巡礼私記』（しちだいじじゅんれいしき）は、親通が保延6年（1140年）3月15日に南都を再巡礼した際の記録であり、内題に「散位大江親□」とある。東大寺、興福寺、元興寺、大安寺、西大寺、唐招提寺、薬師寺、法隆寺の前回より破損の進んだ現状が描かれるほか、様々な典籍からの引用や伝聞情報が含まれている。また、序文において親通は「建物や仏像の美しさとか立派さとかは、それぞれの人の目や心によって違いがあるもので、ここに書き留めたことは、私の拙い鑑賞眼による独断であって、多くの人とっては、役に立たないものでしょう」と書いており、実際感想は少ない。
1942年、若井富蔵は、本書の現存写本は『図像集』所引「或記」の抄本であると指摘した。さらに1972年、田中稔が『興福寺南円堂不空羅索等事』所引『十五大寺日記』と「或記」の強い類似性を指摘する。さらに田中は『十五大寺日記』こそが親通の撰で、『七大寺巡礼私記』は『十五大寺日記』を基に親通に仮託して書かれたものであると推測した。一方で、河内春人は「『私記』は『十五大寺日記』や『日記』をベースにした上で引用を多用する著述である」としながらも、親通の作とみなし、「注釈書」としての性質を評価している。また、田篭美保は引用記事の検討から、親通には「既存史料から作成した手控」があり『七大寺巡礼私記』はそれに加筆したものだと推測し、信憑性を高く評価している。
現存する唯一の写本は大乗院に伝来し、近代に菅政友の手を経て、法隆寺へ渡った。また東京大学史料編纂所が影写本を作成している。1936年5月6日、重要文化財。

## 一切設利羅集
『一切設利羅集』（いっさいせつりらしゅう）は上述の『駄都抄』に当たると思われる著作である。つまり、経論中に見つけた仏舎利の功徳の文句を抄録して30巻に纏めたものである。
1988年、牧野和夫が実践女子大学山岸徳平文庫の鎌倉時代初期頃とみられる写本を紹介した。この表紙には「一切設利羅集巻□四　現世利益部」とあり、内題には「一切設利羅集第□四　大江親通撰集／供養之三／現世利益部」とある。また、「四」の前の字は擦り消されている。なお、昭和期の写本が山岸徳平文庫にもう一冊、他所に一冊ある。
1997年、落合博志が善通寺の写本を紹介した。

## 伝記
- 藤原宗友『本朝新修往生伝』
- 虎関師錬『元亨釈書』巻17

## 刊本等
- 藤原経世編『校刊美術史料　寺院篇　上』, 中央公論美術出版, 1972
- 国書データベース【著者詳細】大江／親通
  - 一切設利羅集 善通寺本
- 『一切設利羅集』, 実践女子大学リポジトリ
- 古典紀行訳註シリーズ訳『七大寺巡礼私記』, 2012, Nara Stag Clubデジタルアーカイブ